# 나와정
나와정(名和町)은 돗토리현 서부에 있던 정이며 사이하쿠군에 속했다.
2005년 3월 28일, 합병으로 다이센정이 되어 소멸하였다.

## 역사
- 1954년 4월 1일 - 4개의 촌이 합병해 성립하였다.
- 2005년 3월 28일 - 다이센정, 나카야마정과 합병해 새로운 다이센정이 성립하였다. 동일, 나와정은 폐지되었다.

## 교통

### 철도
- 서일본 여객철도 산인 본선

### 도로
- 국도 9호선